# Hans Fritsch (Leichtathlet)

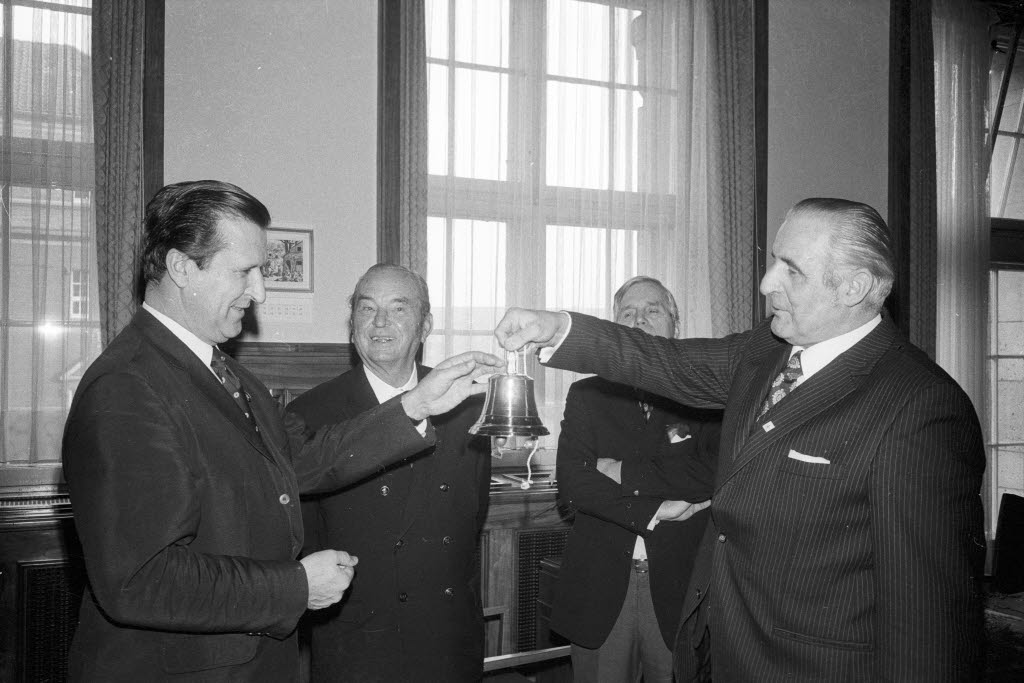
Hans Fritsch (re.) bei einer Feierstunde zu den Olympischen Segelwettbewerben (1972)

Hans Fritsch (* 9. August 1911 in Goldap in Ostpreußen; † 24. August 1987 in Bremen) war ein deutscher Leichtathlet und Olympiateilnehmer, der in den 1930er-Jahren als Diskuswerfer erfolgreich war.

## Leben und Leistungen
Fritsch begann seine Karriere beim MTV Darkehmen, 1931 gehörte er dem SV Darkehmen an. Nach einem Jahr auf der Polizeischule trat er von 1933 bis 1935 für den Polizei SV Berlin an. 1936 war er als Leutnant beim Luftnachrichtenkorps in Berlin-Kladow und startete bis 1941 für verschiedene Luftwaffensportvereine mit Unterbrechungen bei Hannover 96 im Jahr 1939 und beim MSV Wünsdorf. Nach dem Zweiten Weltkrieg schloss er sich dem Oldenburger Turnerbund an.
Bei den deutschen Meisterschaften 1931 im Zehnkampf war Fritsch Zweiter hinter Hans-Heinrich Sievert. 1935 und 1936 belegte er im Diskuswurf den dritten Platz, 1937 war er Fünfter. Von 1934 bis 1939 trat er fünfmal im deutschen Nationaltrikot an. Bei den Olympischen Spielen 1936 in Berlin war er Fahnenträger der deutschen Olympiamannschaft. Fritsch erreichte das olympische Finale im Diskuswurf und belegte mit 45,10 m im Vorkampf den elften Platz.
Im Krieg war Fritsch ein erfolgreicher Kampfpilot und gehörte dem Generalstab an, der entgegen dem strikten Befehl die Stadt Oldenburg „bis zum letzten Mann zu verteidigen“, diese widerstandslos der britischen Armee übergab. Er wurde 1945 von der britischen Militäradministration zum Kulturdezernenten des Landes Oldenburg ernannt. In der Bundeswehr führte er als Major der Reserve, später Oberstleutnant, mehrere Wehrübungen bei der Nachrichtentruppe der Luftwaffe durch. Er war Gründer und langjähriger Vorsitzender der Gemeinschaft der deutschen Olympiateilnehmer und Vorstandsmitglied von Olympians International. Außerdem war er Gründungsmitglied und der erste Schriftführer des Niedersächsischen Instituts für Sportgeschichte. Für seine Verdienste um den Sport in Niedersachsen wurde er in die Ehrengalerie des niedersächsischen Sports des Instituts aufgenommen. Große Teile seines Nachlasses befinden sich im Archiv des Niedersächsischen Institut für Sportgeschichte.

## Bestleistungen
- Diskuswurf: 49,02 m, 21. Juni 1936, Saarbrücken
- Zehnkampf: 7636,375 Punkte, 27/28. Juni 1931, Königsberg